# F1 Racing Simulation
F1 Racing Simulation – gra komputerowa traktująca o wyścigach Formuły 1 wyprodukowana i wydana przez francuską firmę Ubisoft.

## Rozgrywka
Gra zawiera tryb gry wieloosobowej poprzez przez sieć lokalną oraz Internet.